# Кузнецов, Александр Геннадьевич
Алекса́ндр Генна́дьевич Кузнецо́в (род. 1 ноября 1973, Москва) — российский математик, доктор физико-математических наук (2008), профессор РАН, член-корреспондент РАН по Отделению математических наук (2016).

## Биография
В 1990 окончил московскую школу №57. В 1995 г. окончил механико-математический факультет МГУ. В 1995—1998 гг. обучался в аспирантуре этого факультета и Независимого Московского Университета. Работает в Математическом институте имени В. А. Стеклова РАН, российско-французской Лаборатории Понселе и Лаборатории алгебраической геометрии и её приложений факультета математики Высшей школы экономики. В 1997 году удостоен стипендии Августа Мёбиуса.
В 1998 году под руководством А. И. Бондала получил степень кандидата наук. Кузнецов известен своими исследованиями в области алгебраической геометрии, в основном, в отношении производных категорий когерентных пучков и их полуортогональных разложений.
В 2008 году был удостоен премии Европейского математического общества. А. Г. Кузнецов был приглашённым докладчиком на Международном математическом конгрессе в Сеуле (2014).
Входит в Координационный совет по делам молодёжи в научной и образовательной сферах при Совете при Президенте Российской Федерации по науке и образованию.
Член редколлегии журналов «Moscow Mathematical Journal» и «Rendiconti dell’Istituto di Matematica dell’Università di Trieste».
Дочь, Александра Александровна — также специалист в области алгебраической геометрии.

## Общественная позиция
В феврале 2022 года подписал открытое письмо российских учёных и научных журналистов с осуждением вторжения России на Украину и призывом вывести российские войска с украинской территории.